# 반인종주의

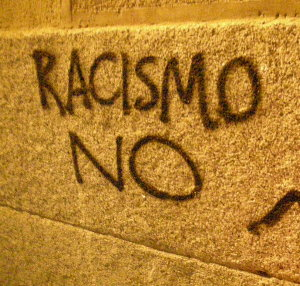

반인종주의(反人種主義, 영어: anti-racism)는 신념, 행동, 운동 및 정책에서 인종 차별을 반대하는 것을 의미한다. 일반적으로, 반인종주의는 사람들이 인종에 근거하여 차별하지 않는 것, 또는 인종주의에 반대하는 것을 말한다.

## 같이 보기
- 세계인종차별철폐회의(영어판)
  - 더반 선언(영어판)